# Jeff Scott Soto
Jeff Scott Soto (4 de noviembre de 1965) es un cantante de rock estadounidense, vocalista de Axel Rudi Pell, de los dos primeros álbumes de Yngwie Malmsteen, y (brevemente) el vocalista principal de Journey de 2006 a 2007. También tuvo una larga permanencia como líder de la banda de hard rock Talismán. Actualmente trabaja como solista, con su propia banda SOTO y como vocalista de los supergrupos W.e.t., Sons of Apollo y Trans-Siberian Orchestra.
Su estilo abarca desde el hard rock hasta power metal, siendo influenciado por cantantes de soul clásicos como Sam Cooke, así como Steve Perry de Journey y Freddie Mercury de Queen.

## Biografía
Aunque de ascendencia puertorriqueña, Jeff Scott Soto nació en Brooklyn, Nueva York, el 4 de noviembre de 1965. 
A principios de los años '80 comenzó su andadura musical participando en varias bandas a nivel underground, y en 1984 dio el paso definitivo de su carrera entrando como cantante en el primer disco en solitario del guitarrista sueco Yngwie Malmsteen; aunque sólo grabó dos temas, pues el resto era instrumental. En 1985 grabó un segundo disco, Marching Out, enteramente cantado, y después de una gira abandonó el proyecto (más tarde volvería a colaborar con Yngwie Malmsteen en un gira y cantando algunas versiones para el disco Inspiration). 
A partir de este momento y hasta la actualidad, la carrera de Jeff Scott Soto ha estado marcada por su continúo peregrinaje musical, tanto en multitud de bandas como Eyes y Takara y también como de músico de sesión. De entre todos los proyectos en los que ha estado, cabe destacar Axel Rudi Pell, con quien trabajó cinco años como vocalista, Talismán, uno de sus proyectos más personales que comenzó en 1990 y que después de diferentes altibajos anunció su separación en 2007, y su propia carrera en solitario, con la que ha editado tres discos en estudio y dos en directo (uno de ellos, en la Queen International gabriel boric Fan Club Conventione, interpretando un concierto entero de temas de Queen, una de sus grandes influencias). 
Colaboró en la película "Rock Star" poniendo la voz del actor principal emulando al grupo ficticio Steel Dragon. Su maestría a las cuerdas vocales se podría ver reflejada en la canción "Stand Up And Shout".
En 2005 grabó World Play, primer y único álbum del proyecto Soul Sirkus, junto a Marco Mendoza, Virgil Donati y Neal Schon, guitarrista de Journey, una de las bandas favoritas de Jeff Scott Soto y con quienes estuvo girando durante 2007 como sustituto de Steve Augeri, siendo despedido en junio de la banda. 
A partir del momento de su inesperada salida de Journey, Jeff se centró en seguir con su carrera en solitario, editando en el año 2008 una nueva grabación bajo el nombre de Beautiful Mess, posteriormente realizaría coros en el nuevo disco de la agrupación norteamericana de hard rock Dokken.
En el 2009, Jeff ha estado trabajando conjuntamente con Marcel Jacob en un nuevo proyecto llamado WET, patrocinado por el sello discográfico italiano Frontiers Records con miembros de dos bandas suecas Work Of Art y Eclipse. Adicionalmente está grabando material que formaría parte de un nuevo disco con Talismán.
También realizaría giras durante la temporada de Invierno por territorio americano con la Trans-Siberian Orchestra en los años 2008, 2009, 2010 y 2011, teniendo un rol más protagónico durante la gira de verano del disco Beethoven's Last Night en el 2010.
Soto estuvo también participó en la gira de la QUEEN EXTRAVAGANZA, The Queen Official Tribute band, producida por Roger Taylor durante una buena parte del año 2012, incluyendo la presentación en el programa de TV, American Idol.
Actualmente, Jeff Scott Soto es considerado como uno de los mejores y más respetados cantantes del panorama del Glam Metal, el hard rock y heavy metal.

## Discografía

### En solitario (como Jeff Scott Soto, JSS o Soto)
- Love Parade (CD) (1995)
- Prism (CD) (2002)
- Holding On (EP) (2002)
- Live at the Gods (CD) y (DVD) (2002)
- Live at Queen International Fan Club Convention (CD) y (DVD) (2003)
- Believe in Me (EP) (2004)
- Lost in the Translation (CD) (2004)
- Beautiful Mess (CD) (2008)
- One Night in Madrid (live) (2009)
- Live at Firefest 2008 (2010)
- Damage Control (2012)
- Inside The Vertigo (2015)
- DIVAK (2016)
- “Retribution” (2017)
- Origami (2019)

### Yngwie Malmsteen
- Yngwie J. Malmsteen's Rising Force (1984)
- Marching Out (1985)
- Inspiration (1996)

### Panther
- Panther (1986)

### Kuni
- Lookin' for Action (1988)

### Alex Masi
- Attack of the Neon Shark (1989)

### Eyes
- Eyes (1990)
- Windows of the Soul (1993)

### Talismán
- Talisman (1990)
- Genesis (1993)
- Five Out of Five - Live in Japan (1994)
- Humanimal (1994)
- Humanimal Part II (1994)
- Life (1995)
- BESTerious (1996)
- Best Of... (1996)
- Truth (1998)
- Cats and Dogs (2003)
- Five Men Live (2005)
- World's Best Keep Secret (DVD) (2005)
- 7 (2007)
- Talisman [Deluxe Edition] (2012)
- Genesis [Deluxe Edition] (2012)
- Five Out Of Five - Live In Japan [Deluxe Edition] (2012)

### Humanimal
- Humanimal (2002)

Singles:
- Just Between Us (1990)
- I'll be Waiting (1990)
- Mysterious (This Time is Serious) (1993)
- Time after Time (1993)
- Doing Time With My Baby (1994)
- Colour My XTC (1994)
- All + All (1994)
- Frozen (1995)
- Crazy (1998)
- Time After Time [Deluxe Edition] (EP) (2012)
- I'll Be Waiting [Deluxe Edition] (EP) (2012)

### Axel Rudi Pell
- Eternal Prisoner (1992)
- The Ballads (1993)
- Between the Walls (1994)
- Made in Germany (1995)
- Black Moon Pyramid (1996)
- Magic (1997)

### Takara
- Eternal Faith (1993)
- Taste of Heaven (1995)
- Blind in Paradise (1998)
- Eternity: The Best 93-98 (1998)

### Gary Schutt
- Sentimetal (1994)

### Human Clay
- Human Clay (1996)
- u4ia (1997)
- Closing the book on Human Clay (2003)

### Soul SirkUS
- World Play (2005)

### Trans-Siberian Orchestra
- Night Castle (2009)
- Romanov: When Kings Must Whisper (2012)

### W.E.T.
- W.E.T. (2009)
- Rise Up (2013)
- Earthrage (2018)
- Retransmission (2021)

### Sons Of Apollo
- Psychotic Symphony (2017)
- MMXX (2020)

### Otras grabaciones
- Threshold - Threshold (1983)
- Panther - Panther (1986)
- Dragonne - On Dragons Wings (1988)
- Kuni - Lookin' For Action (1988)
- Kryst the Conqueror - Deliver Us From Evil (Credited as Kryst the Conqueror) (1989)
- Alex Masi - Attack Of The Neon Shark (1989)
- Skrapp Mettle - Sensitive (1991)
- Biker Mice From Mars - Original Soundtrack (1993)
- Da Black Side Brown - Da Black Side Brown (1994)
- Gary Schutt - Sentimetal (1994)
- Hollywood Underground - Hollywood Underground (1996)
- The Boogie Knights - Welcome To The Jungle Boogie (1997)
- Steel Dragon - Rock Star soundtrack (2001)
- Ken Tamplin And Friends - Wake The Nations (2003)
- Chris Catena - Freak Out! (2003)
- Christian Rivel's Audiovision - The Calling (2003)
- Laudamus - Lost In Vain (2003)
- Edge of Forever - Feeding The Fire (2004)
- Soul Sirkus - World Play (2005)
- Michael Schenker - Heavy Hitters (2005)
- Redlist - Ignorance (2007)
- Jorge Salán - Chronicles of an Evolution (2007)
- Tempestt - Bring'em on (2007)
- Michael Schenker - Doctor Doctor: The Kulick Sessions (2008)
- Taka Minamino - AngelWing (2009)
- Jorge Salán - Estatuas en la calle (2010)
- Danger Angel - Danger Angel (2010)
- Jane Bogaert - Fifth Dimension (2010)
- Last Autumn's Dream – A Touch of Heaven (2010)
- Pushking - The World as We Love it (2011)
- Evolution - Last Time [feat. Jeff Scott Soto] (Cd Single) (2011)
- Evolution - Evolution [Album featuring Jeff Scott Soto, Derek Sherinian, Otep Shamaya y Otros] (2011)
- Michael Schenker - By Invitation Only (2011)
- Talon - III (2011)
- Mitch Malloy - II (2011)
- Wolfpakk - Wolfpakk (2011)
- Last Autumn's Dream - Nine Lives (2011)
- Koritni - Welcome To The Crossroads (2012)
- Reign of the Architect - Rise (2012)

### Participaciones en Álbumes Tributo
- Smoke On The Water: A Tribute to Deep Purple (1994): "Hush"
- Dragon Attack: A Tribute To Queen (1996): "Save Me "
- Hot For Remixes: Tribute to Van Halen (1999): "So This Is Love (Sheep On Drugs Remix)"
- Bat Head Soup: A Tribute To Ozzy Osbourne (2000): "Shot In The Dark"
- Little Guitars - A Tribute To Van Halen (2000): "So This Is Love" (Re-released)
- Let The Tribute Do The Talkin': A Tribute to Aerosmith (2001): "Cryin'"
- An All Star Lineup Performing The Songs Of Pink Floyd (2002): "Us & Them"
- We Salute You A Tribute to ACDC (2004): "Problem Child"
- Numbers From The Beast – An All Star Salute To Iron Maiden (2004): "Aces High"
- The Sweet According to Sweden: A Tribute to The Sweet (2004): "Love Is Like Oxygen" (Audiovision fect. JSS )
- Frankie Banali & Friends 24/7/365 - Tribute To Led Zeppelin (2004): "Royal Orleans"
- The Crown Jewels - A tribute To Queen (2005): "We Will Rock You"
- 80s Metal Tribute To Van Halen (2006): "So This Is Love" (Re-released)
- Butchering The Beatles (2006): "Magical Mystery Tour"

### Otras grabaciones invitado como Corista
- House of Lords - House of Lords (1988)
- Glass Tiger - Simple Mission (1990)
- Stryper - Against the Law (1990)
- Stryper - Can't Stop the Rock (1991)
- Saigon Kick - Saigon Kick (1991)
- Lita Ford - Dangerous Curves (1991)
- McQueen Street - McQueen Street (1991)
- Randy Jackson's China Red - Bed of Nails (1992)
- Steelheart - Tangled in Reins (1992)
- Babylon A.D. - Nothing Sacred (1992)
- Lita Ford - Black (1992)
- Mitch Malloy - Mitch Malloy (1992)
- Slaughter - The Wild Life (1992)
- Pariah - To Mock a Killingbird (1993)
- Thomas Vikstrom - If I Could Fly (1993)
- Monster - Through The Eyes of the World (1995)
- Amalgan - Delicate Stretch of the Seems (1997)
- Paul Gilbert - Alligator Farm (1997)
- Fergie Frederiksen - Equilibrium (1999)
- Neil Turbin - Threatcon Delta (2003)
- Takara - Invitation to Forever (2008)
- Dokken - Lightning Strikes Again (2008)
- Mad Max - Here We Are (2008)

### Participaciones como letrista
- Khymera - A New Promise (2005): "You Can't Take Me (Away from You)".
- "Work of Art - Exhibits" (2019): "What You Want From Me".